# Kpenchangou
Kpenchangou est une commune située dans le département de Fada N'Gourma de la province du Gourma dans la région de l'Est au Burkina Faso.

## Géographie
Kpenchangou est situé sur la  route nationale 4 à 40 km à l'Est de Fada N'Gourma, chef-lieu du département, de la province et capitale de la région, et à 5 km à l'Ouest de Tanwalbougou.

## Santé et éducation
Le centre de soins le plus proche de Kpenchangou est le centre de santé et de promotion sociale (CSPS) de Tanwalbougou.